# Valderrueda
Valderrueda és un municipi de la província de Lleó, a la comunitat autònoma de Castella i Lleó. Forma part de la comarca de la Montaña Oriental.

## Demografia
| 1991 | 1996 | 2001 | 2004 |
| ---- | ---- | ---- | ---- |
| 1635 | 1421 | 1174 | 1138 |